# Jean-Baptiste Mari
Pour les articles homonymes, voir Mari.
Jean-Baptiste Mari est un chef d'orchestre et tubiste français né le 20 janvier 1912 à Palestro (Algérie française) et mort le 31 octobre 1991 à Grasse (Alpes-Maritimes).

## Biographie
Jean-Baptiste Mari naît le 20 janvier 1912 à Palestro en Algérie française,,.
Il commence son apprentissage musical auprès de son père, violoncelliste, avant d'étudier au Conservatoire de Paris dans la classe de violoncelle de Paul Bazelaire.
Mari étudie également le tuba, instrument grâce auquel il entre à l'Orchestre de Radio-Alger.
En 1946, il est de retour à Paris et fait partie de l'Orchestre national et de l'Orchestre de l'Opéra de Paris, où il est tuba solo jusqu'en 1966.
En tant que chef d'orchestre, Jean-Baptiste Mari commence à diriger à Alger et a l'occasion de se produire lors de quelques concerts entre 1946 et 1948, notamment à la tête de l'Orchestre national. Mais, connu pour être sujet à un fort trac en public, sa carrière décolle peu. Il interrompt ses activités de chef d'orchestre pour se recentrer sur celles d'interprète au tuba. Il accepte cependant d'enregistrer quelques disques à la tête de la Société des concerts du Conservatoire, rassuré par l'absence de public en séances. Il enregistre notamment pour Teppaz la musique de Gabriel Pierné, qu'il contribue à faire redécouvrir.
Il reparaît également au concert à la tête de la Société des concerts du Conservatoire avant d'être chef permanent des Concerts Lamoureux entre 1962 et 1969,. Il effectue aussi une tournée aux États-Unis avec l'Orchestre national avant de ralentir ses activités et d'espacer de plus en plus ses apparitions en public.
Jean-Baptiste Mari meurt le 31 octobre 1991 à Grasse,.